# 克罗特奈
克罗特奈（法語：Crotenay，法語發音：[kʁɔtnɛ]）是法国汝拉省的一个市镇，位于该省中东部，属于隆斯勒索涅区。

## 地理
克罗特奈（46°45'8"N, 5°48'49"E）面积11.61 平方千米，位于法国勃艮第-弗朗什-孔泰大區汝拉省，该省份为法国东部内陆省份，北起上索恩省，西北接科多尔省，西临索恩-卢瓦尔省，南至安省，东与杜省和瑞士接壤。
与克罗特奈接壤的市镇（或旧市镇、城区）包括：蒙特龙、尚帕尼奧勒、蓬迪纳瓦、伯桑、博讷方丹、皮卡罗。

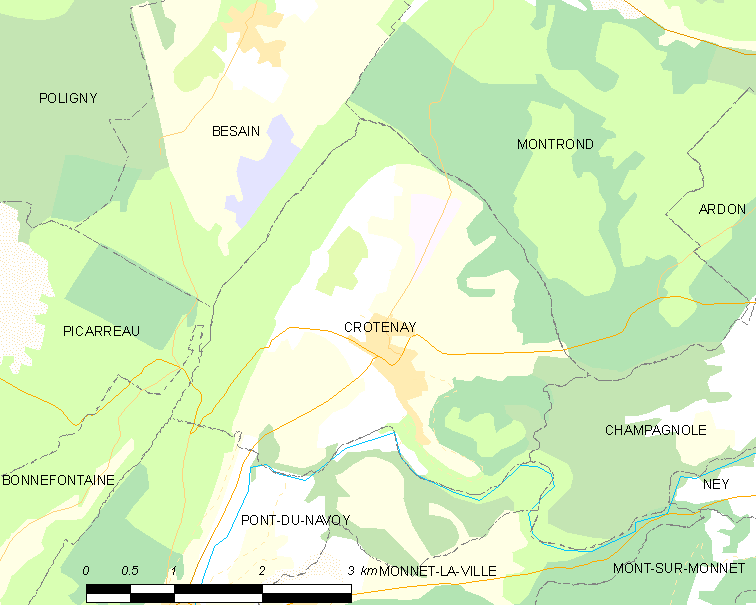
克罗特奈的OSM定位图

克罗特奈的时区为UTC+01:00、UTC+02:00（夏令时）。

## 行政
克罗特奈的邮政编码为39300，INSEE市镇编码为39183。

## 政治
克罗特奈所属的省级选区为尚帕尼奥勒县。

## 人口

1962-2008年间克罗特奈人口变化图示

克罗特奈于2022年1月1日时的人口数量为619人。